# Léon Glaize
Pierre-Paul-Léon Glaize, född 1842 i Paris, död 1932, var en fransk genre- och porträttmålare. Han var son till Auguste-Barthélemy Glaize.
Glaize var lärjunge till sin far samt till Jean-Léon Gérôme. Han erhöll Rompriset 1866 och utförde kyrkliga och profana dekorationer.